# Těremský palác
Těremský palác (rusky Теремной дворец) je jeden z paláců Moskevského kremlu. Původně se zde nacházely soukromé carské pokoje, dnes slouží jako rezidence prezidenta Ruské federace.

## Historie
Palác nechal vystavět v letech 1635-1636 car Michail I. Fjodorovič. Tuto první kamennou carskou rezidenci vybudovali mistři kameníci Bažen Ogurcov, Antip Konstantinov, Trefil Šarputin a Larion Ušakov. Využili přitom již existující stavbu velkoknížecího paláce (1499-1508), který byl v 16. století navýšen o další patro pro potřeby řemeslných dílen. První dvě patra Těremského paláce jsou tak starší než zbytek stavby, ze třech nově přistavěných sloužila první dvě jako obytná (v nižším z nich žili sloužící, carevna a carské děti, vyšší bylo vyhrazeno carovi), ve třetím byl rozlehlý sál, kde zasedala Bojarská duma (dokončen 1637). Pětipatrový palác byl na svou dobu neobyčejně velký a monumentální.
V architektonickém pojetí Těremského paláci se odrazily nejenom tradiční rysy staroruského stavitelství, ale i byly použity i nové prvky, jako třeba uspořádání vnitřních prostor ve stylu enfilád. Vnitřní výmalba byla provedena pod vedením malíře Simona Fjodoroviče Ušakova.
Původní bohatě zdobené interiéry se však nedochovaly, neboť vzaly za své při opravách v 18. století a při požáru v roce 1812, kdy Moskvu dobyl Napoleon. Mezi lety 1836-1837 proběhla renovace ve stylu 17. století, byla obnovena výmalba, vyřezávané okenní rámy s barevnými vitrážemi, vyřezávaný nábytek, instalována byla kachlová kamna.
Při výstavbě Velkého kremelského paláce v letech 1847-1849 byly do nové stavby začleněny také některé části Těremského paláce a objekty tak byly propojeny. V současnosti slouží v rámci Velkého kremelského paláce (reprezentační sídlo prezidenta) jako rezidence prezidenta Ruské federace. Těremský palác je tak nejenom turistům zcela nepřístupný, běžně se z bezpečnostních důvodů nelze dostat ani do jeho blízkosti.

## Galerie

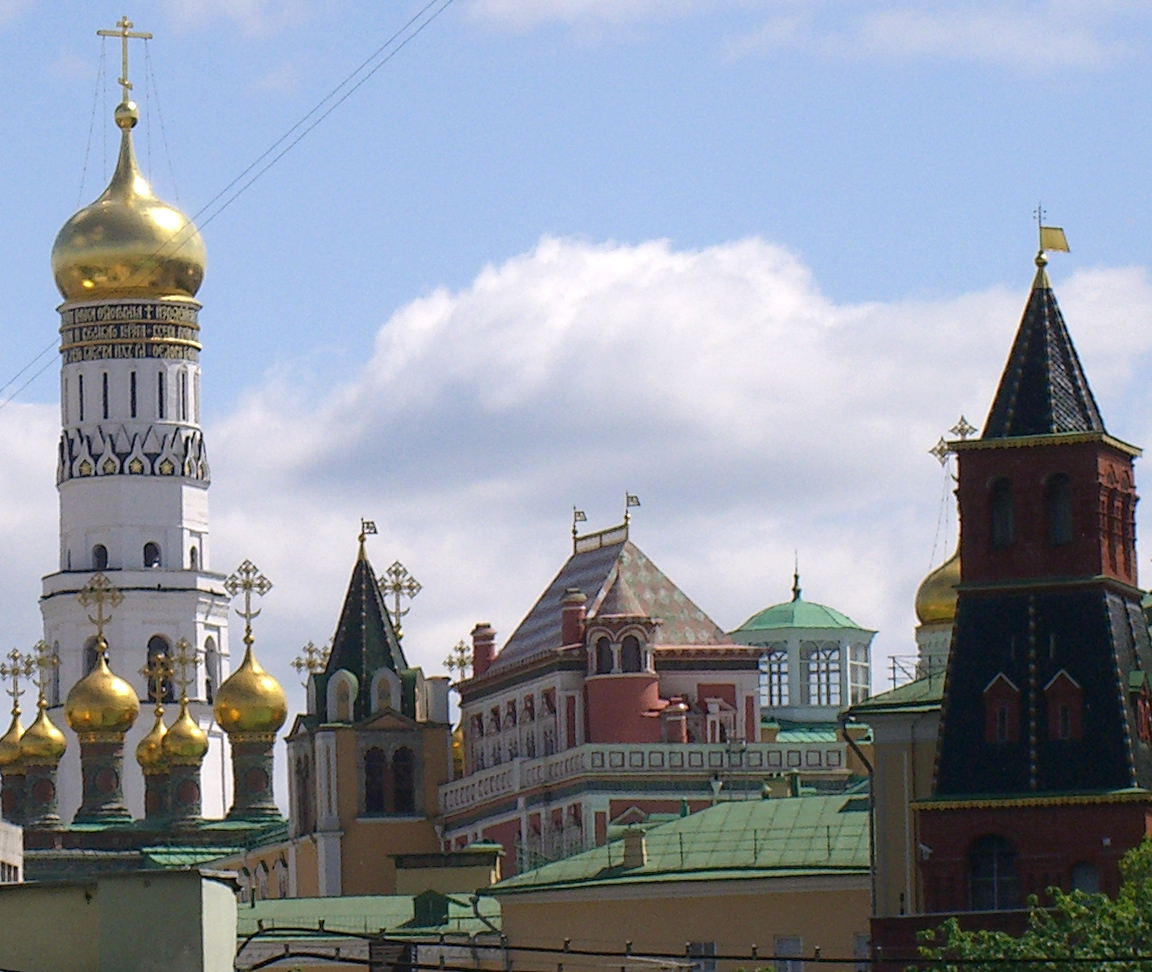
Pohled z Mechové ulice
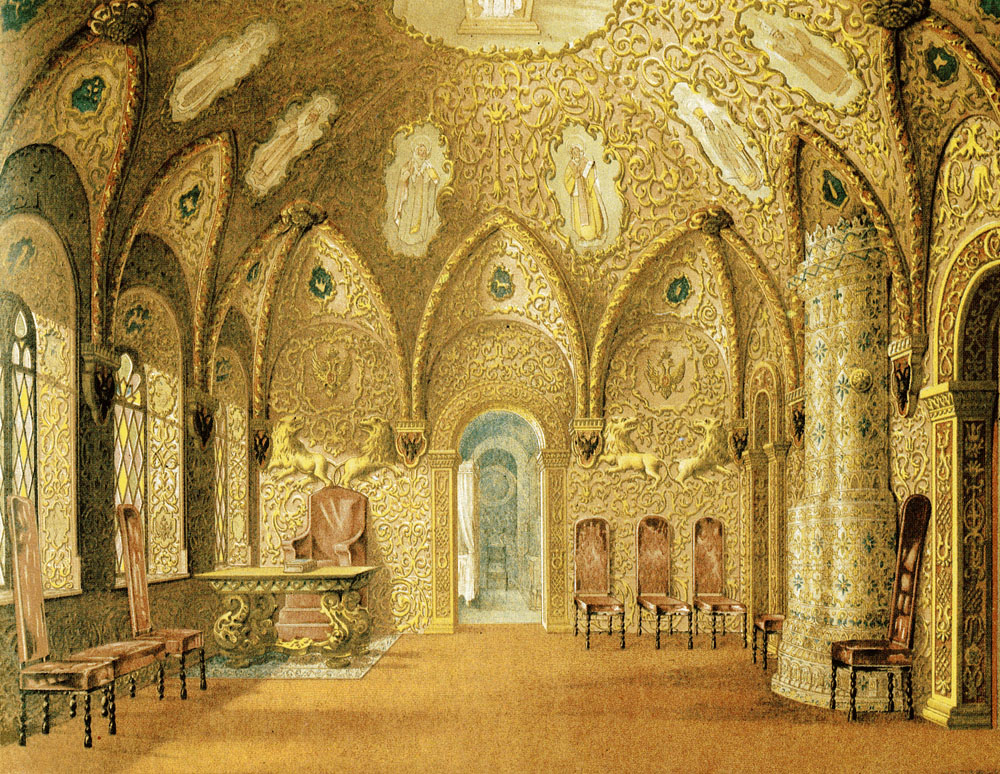
Křížová komnata (40. léta 19. století)
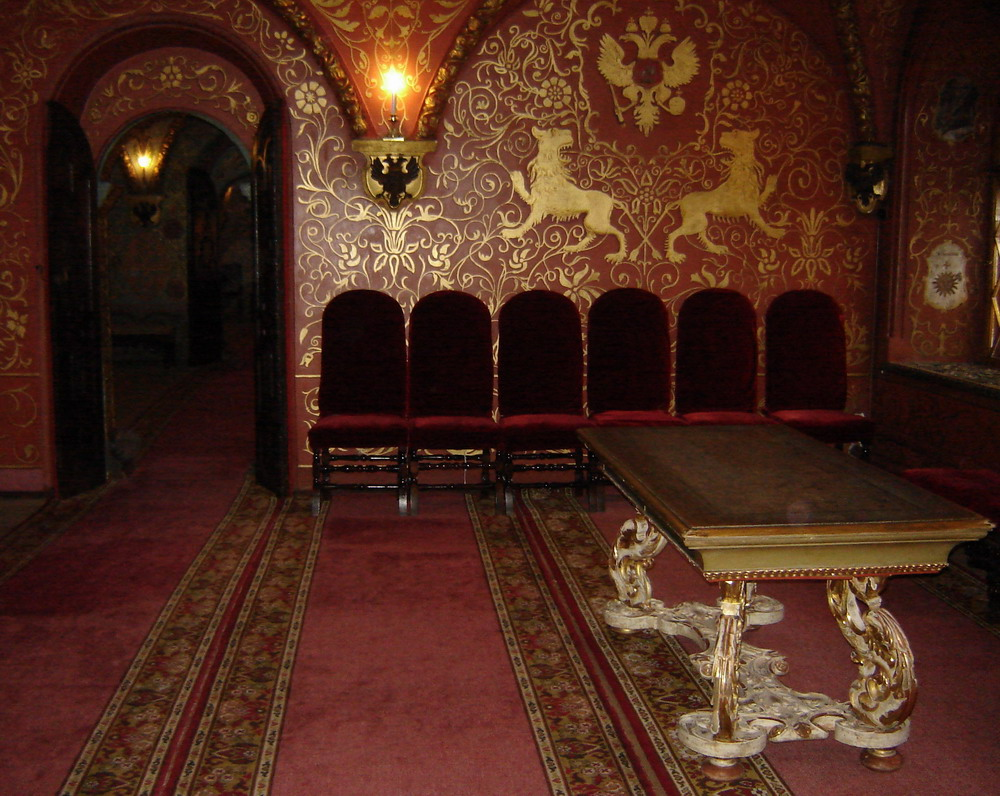
Křížová komnata dnes
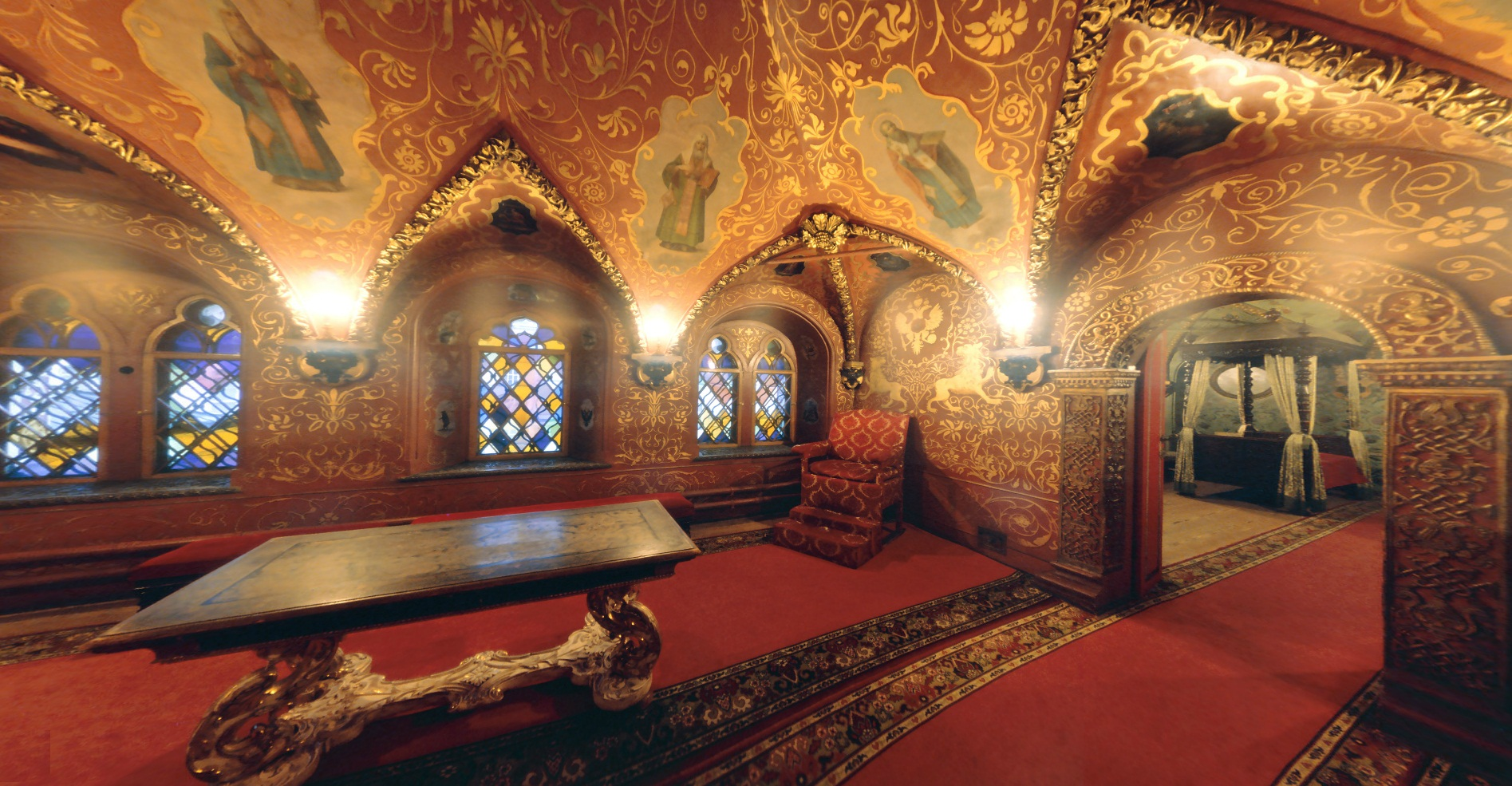
Trůnní komnata
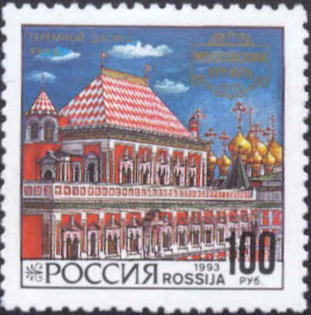
Palác na poštovní známce (1993)